# Serhí Mosiakin
Serhí Leonídovich Mosiakin (en ucraniano: Сергій Леонідович Мосякін, 30 de noviembre de 1961) es un botánico, y explorador ucraniano.

## Algunas publicaciones
- Serhí L. Mosiakin, Mikola M. Fedoronchuk. 1999. Vascular Plants of Ukraine: A Nomenclatural Checklist. Ed. National Academy of Sci. of Ukraine, Kholodny Institute of Botany, 345 pp. ISBN 9660213360

### Como editor
- 2000. Flora of the U.S.S.R.. Vol. 23, Clearinghouse for Federal Sci. and Technical Information (U.S.) Ed. National Sci. Foundation, Washington, D.C.